# Culicoides zuluensis
Culicoides zuluensis är en tvåvingeart som beskrevs av Meillon 1936. Culicoides zuluensis ingår i släktet Culicoides och familjen svidknott. Inga underarter finns listade i Catalogue of Life.